# پایش زیست‌محیطی
پایش زیست‌محیطی، فرآیندها و فعالیت‌هایی را که باید برای مشخص کردن و نظارت بر کیفیت محیط، انجام شود، شامل می‌شود. پایش محیط زیست در تهیه ارزیابی اثرات زیست‌محیطی و نیز در بسیاری از موارد که فعالیت‌های انسانی اثرات مضر روی محیط طبیعی می‌گذارد، استفاده می‌شود. تمام استراتژی‌ها و برنامه‌های پایش دارای دلایل و توجیهاتی هستند که اغلب برای حفظ وضعیت فعلی محیط یا ایجاد روند در پارامترهای محیطی طراحی شده‌اند. در همه موارد، نتایج نظارت بررسی و به صورت آماری تحلیل می‌شوند و منتشر می‌شوند؛ بنابراین طراحی یک برنامه پایش باید قبل از شروع به نحوه استفاده نهایی از داده‌ها بپردازد.

## پایش کیفیت هوا

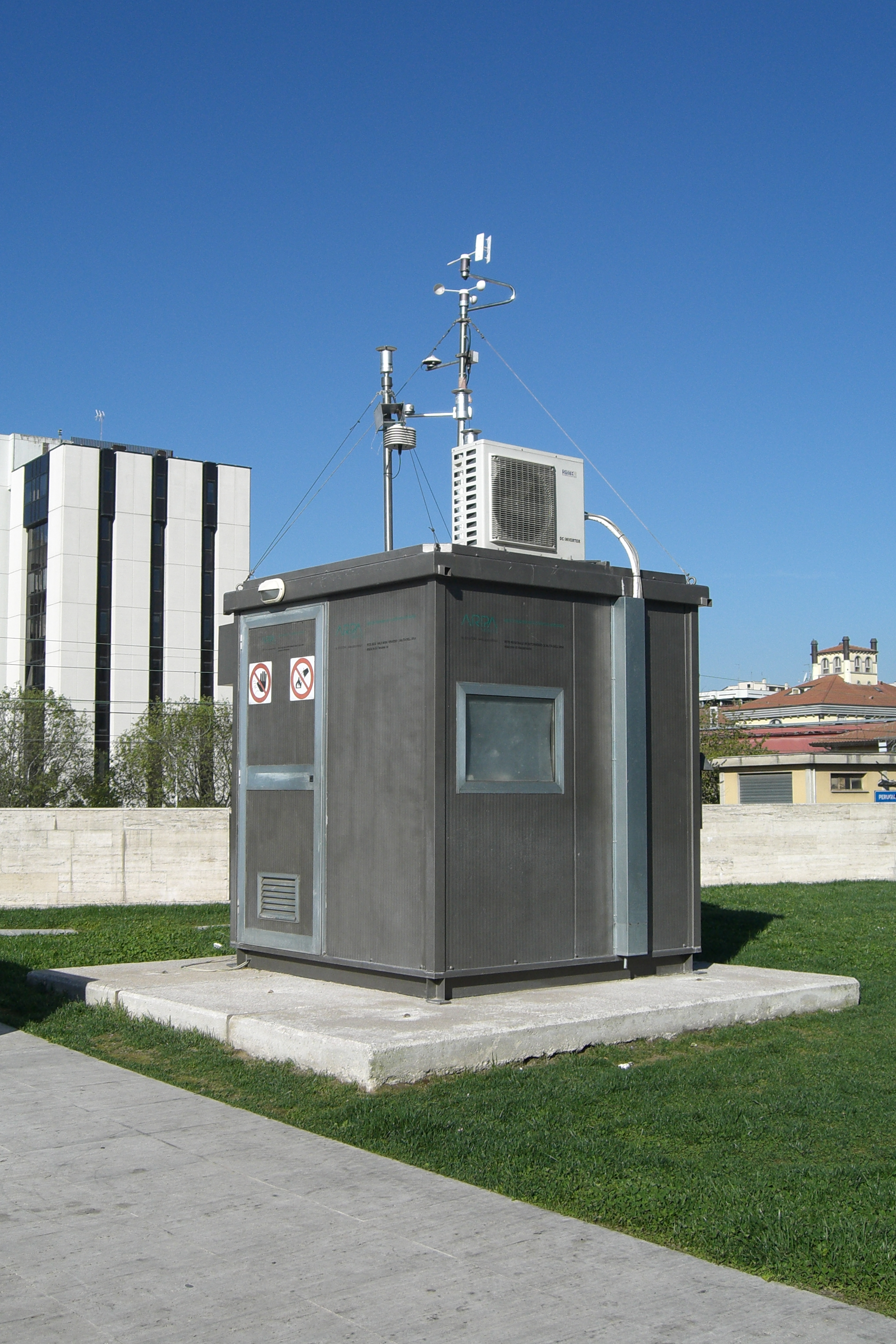
یک ایستگاه کنترل کیفیت هوا

آلاینده‌های هوا، مواد شیمیایی هستند که به‌طور طبیعی یا به دست انسان ایجاد شده‌اند و ممکن است به‌طور بالقوه تأثیر منفی بر محیط زیست و سلامت ارگانیسم‌ها داشته باشند. به دلیل پیشرفت تولید مواد شیمیایی جدید و فعل و انفعالات صنعتی که باعث افزایش آلاینده‌ها درجو زمین شده‌است و همچنین به دلیل تحقیقات و قوانین زیست‌محیطی، تقاضا برای نظارت بر کیفیت هوا افزایش پیدا کرده‌است.

## پایش خاک
پایش (مانیتور کردن) خاک، شامل جمع‌آوری و تجزیه و تحلیل آن برای مشخص کردن کیفیت مواد تشکیل‌دهنده وتعیین وضعیت فیزیکی آن جهت تضمین استفاده مفید و مناسب از آن می‌باشد. خاک پدیده‌ای است که با تهدیدهای زیادی روبرو است. این تهدیدها عبارتند از: فشردگی، آلودگی، از بین رفتن مواد آلی، از دست دادن تنوع حیاتی، مقاومت آن در شیب، فرسایش، شور شدن و اسیدی شدن آن. براساس این تهدیدها و سایر خطرات احتمالی برای خاک، پایش خاک و محیط اطراف، به سلامت حیوانات و سلامت انسان کمک می‌کند.